# Парламентские выборы в Гренландии (2014)
Парламентские выборы в Гренландии прошли 28 ноября 2014 года. Выборы привели к победе получившей 11 из 31 места парламента социал-демократической партии «Вперёд», которая продолжает оставаться правящей (в коалиции с правоцентристскими партиями «Солидарность» и «Демократы»), несмотря на откол от неё новой партии во главе с бывшим премьером Хансом Эноксеном.
Они состоялись после того, как премьер-министр Алека Хаммонд подала в отставку после скандала с расходами.